# بروژولت
شهر بروژولت (به فرانسوی: Brugelette) در شهرستان ات  در استان انو  در منطقه فدرال والوون در کشور بلژیک واقع شده‌است.